# Эстония на Играх доброй воли
Эстония принимала участие в летних Играх доброй воли, начиная с Игр 1994 года.
До 1994 года спортсмены Эстонии принимали участие в Играх в составе команды СССР.
На всех Играх спортивные делегации Эстонии завоевали всего 2 медали, из них ни одной золотой.

## Медальный зачёт

### Медали на летних Играх
| Игры                 | Золото                             | Серебро                            | Бронза                             | Всего                              | Место                              |
| 1986, 1990           | участвовали в составе команды СССР | участвовали в составе команды СССР | участвовали в составе команды СССР | участвовали в составе команды СССР | участвовали в составе команды СССР |
| Санкт-Петербург 1994 | 0                                  | 1                                  | 0                                  | 1                                  | 39                                 |
| Нью-Йорк 1998        | 0                                  | 0                                  | 0                                  | 0                                  | —                                  |
| Брисбен 2001         | 0                                  | 1                                  | 0                                  | 1                                  | 37                                 |
| Всего                | 0                                  | 2                                  | 0                                  | 2                                  |                                    |